# Ravni Dol, Ivančna Gorica
Ravni Dol je naselje v Občini Ivančna Gorica.